# Радужний міський округ (Ханти-Мансійський автономний округ)
Ра́дужний міський округ (рос. Радужный городской округ) — адміністративна одиниця Ханти-Мансійського автономного округу Російської Федерації.
Адміністративний центр та єдиний населений пункт — місто Радужний.

## Населення
Населення міського округу становить 43485 осіб (2018; 43399 у 2010, 47060 у 2002).